# Castelletto di Branduzzo
Castelletto di Branduzzo är en ort och kommun i provinsen Pavia i regionen Lombardiet i Italien. Kommunen hade 1 067 invånare (2018).